# 陳臯謨 (嘉靖進士)
陳臯謨（1505年—？），字思贊，直隸常州府江陰縣人，民籍，明朝政治人物。

## 生平
嘉靖二十二年（1543年）癸卯科應天府鄉試第一百十七名舉人。嘉靖二十三年（1544年）中式甲辰科會試第一百六十九名，登第二甲第十七名進士。授山西蒲州知州，官至南京工部郎中，倭寇之乱時，督理南京城守，以勤劳卒于官。

## 家族
曾祖陳至中，七品散官；祖父陳慶，七品散官；父陳魯，母盛氏。慈侍下。弟益謨。